# Bastón de Nasazzi
El Bastón de Nasazzi es un trofeo de fútbol ficticio y no oficial, que se traspasaría entre las selecciones nacionales masculinas, desde que Uruguay ganó la primera Copa del Mundo de Uruguay 1930.
El trofeo carece de valor histórico y, de hecho, fue creado a posteriori en 2003 por dos internautas. No obstante, en la década de 2010 la prensa se hizo eco de él, a menudo presentándolo erróneamente como si datara de 1930, lo que creó cierta confusión en cuanto a la autenticidad del trofeo.
Los dos creadores decidieron que el trofeo llevaría el nombre del capitán uruguayo de 1930, José Nasazzi, y que se ganaría venciendo al equipo que lo ostentara. No han actualizado su lista desde 2020.

## Equipos propietarios
Fuente de la lista: Rec.Sport.Soccer Statistics Foundation.
En negrita los campeones oficiales y poseedores del Bastón de Nasazzi al mismo tiempo. Actualmente la poseedora del Bastón de Nasazzi es la selección de fútbol de Sierra Leonaganándole a la selección de fútbol de Costa de Marfil el día 15 de Octubre de 2024 en un amistoso internacional, con un marcador de 1 a 0.
| Fecha                    | Competencia                                           | Titular               | Resultado | Titular Anterior      | Campeón Oficial |
| ------------------------ | ----------------------------------------------------- | --------------------- | --------- | --------------------- | --------------- |
| 30 de julio de 1930      | Final de la Copa del Mundo                            | Uruguay               | 4-2       | -                     | Uruguay         |
| 6 de septiembre de 1931  | Copa Río Branco                                       | Brasil                | 2-0       | Uruguay               | Uruguay         |
| 27 de mayo de 1934       | Copa del Mundo                                        | España                | 3-1       | Brasil                | Uruguay         |
| 1 de junio de 1934       | Copa del Mundo                                        | Italia                | 1-0       | España                | Uruguay         |
| 14 de noviembre de 1934  | Amistoso                                              | Inglaterra            | 3-2       | Italia                | Italia          |
| 6 de abril de 1935       | Campeonato Internacional Británico                    | Escocia               | 2-0       | Inglaterra            | Italia          |
| 2 de diciembre de 1936   | Campeonato Internacional Británico                    | Gales                 | 2-1       | Escocia               | Italia          |
| 17 de noviembre de 1937  | Campeonato Internacional Británico                    | Inglaterra            | 2-1       | Gales                 | Italia          |
| 9 de abril de 1938       | Campeonato Internacional Británico                    | Escocia               | 1-0       | Inglaterra            | Italia          |
| 15 de abril de 1939      | Campeonato Internacional Británico                    | Inglaterra            | 2-1       | Escocia               | Italia          |
| 18 de mayo de 1939       | Amistoso                                              | Yugoslavia            | 2-1       | Inglaterra            | Italia          |
| 4 de junio de 1939       | Amistoso                                              | Italia                | 2-1       | Yugoslavia            | Italia          |
| 12 de noviembre de 1939  | Amistoso                                              | Suiza                 | 3-1       | Italia                | Italia          |
| 31 de marzo de 1940      | Amistoso                                              | Hungría               | 3-0       | Suiza                 | Italia          |
| 6 de abril de 1941       | Amistoso                                              | Alemania              | 7-0       | Hungría               | Italia          |
| 20 de abril de 1941      | Amistoso                                              | Suiza                 | 2-1       | Alemania              | Italia          |
| 16 de noviembre de 1941  | Amistoso                                              | Hungría               | 2-1       | Suiza                 | Italia          |
| 3 de mayo de 1942        | Amistoso                                              | Alemania              | 5-3       | Hungría               | Italia          |
| 20 de septiembre de 1942 | Amistoso                                              | Suecia                | 3-2       | Alemania              | Italia          |
| 15 de noviembre de 1942  | Amistoso                                              | Suiza                 | 3-1       | Suecia                | Italia          |
| 16 de mayo de 1943       | Amistoso                                              | Hungría               | 3-1       | Suiza                 | Italia          |
| 7 de noviembre de 1943   | Amistoso                                              | Suecia                | 7-2       | Hungría               | Italia          |
| 25 de noviembre de 1945  | Amistoso                                              | Suiza                 | 3-0       | Suecia                | Italia          |
| 7 de julio de 1946       | Amistoso                                              | Suecia                | 7-2       | Suiza                 | Italia          |
| 19 de noviembre de 1947  | Amistoso                                              | Inglaterra            | 4-2       | Suecia                | Italia          |
| 9 de abril de 1949       | Campeonato Internacional Británico                    | Escocia               | 3-1       | Inglaterra            | Italia          |
| 15 de abril de 1950      | Campeonato Internacional Británico                    | Inglaterra            | 1-0       | Escocia               | Italia          |
| 29 de junio de 1950      | Copa del Mundo                                        | Estados Unidos        | 1-0       | Inglaterra            | Italia          |
| 2 de julio de 1950       | Copa del Mundo                                        | Chile                 | 5-2       | Estados Unidos        | Italia          |
| 20 de abril de 1952      | Campeonato Panamericano de Fútbol                     | Brasil                | 3-0       | Chile                 | Uruguay         |
| 19 de marzo de 1953      | Copa America                                          | Perú                  | 1-0       | Brasil                | Uruguay         |
| 28 de marzo de 1953      | Copa America                                          | Uruguay               | 3-0       | Perú                  | Uruguay         |
| 10 de abril de 1954      | Amistoso                                              | Paraguay              | 4-1       | Uruguay               | Uruguay         |
| 2 de marzo de 1955       | Copa America                                          | Argentina             | 5-3       | Paraguay              | Alemania        |
| 5 de febrero de 1956     | Copa America                                          | Brasil                | 1-0       | Argentina             | Alemania        |
| 25 de abril de 1956      | Amistoso                                              | Italia                | 3-0       | Brasil                | Alemania        |
| 24 de junio de 1956      | Amistoso                                              | Argentina             | 1-0       | Italia                | Alemania        |
| 6 de abril de 1957       | Copa America                                          | Perú                  | 2-1       | Argentina             | Alemania        |
| 9 de abril de 1957       | Amistoso                                              | Argentina             | 4-1       | Perú                  | Alemania        |
| 10 de julio de 1957      | Copa Roca                                             | Brasil                | 2-0       | Argentina             | Alemania        |
| 15 de septiembre de 1957 | Copa Bernardo O'Higgins                               | Chile                 | 1-0       | Brasil                | Alemania        |
| 18 de septiembre de 1957 | Copa Bernardo O'Higgins                               | Brasil                | 1-0       | Chile                 | Alemania        |
| 12 de diciembre de 1959  | Copa America                                          | Uruguay               | 3-0       | Brasil                | Brasil          |
| 17 de agosto de 1960     | Copa del Atlántico                                    | Argentina             | 4-0       | Uruguay               | Brasil          |
| 11 de junio de 1961      | Amistoso                                              | España                | 2-0       | Argentina             | Brasil          |
| 31 de mayo de 1962       | Copa del Mundo                                        | Checoslovaquia        | 1-0       | España                | Brasil          |
| 7 de junio de 1962       | Copa del Mundo                                        | México                | 3-1       | Checoslovaquia        | Brasil          |
| 24 de marzo de 1963      | Copa Oro de la Concacaf                               | Antillas Neerlandesas | 2-1       | México                | Brasil          |
| 28 de marzo de 1963      | Copa Oro de la Concacaf                               | Costa Rica            | 1-0       | Antillas Neerlandesas | Brasil          |
| 4 de septiembre de 1963  | Amistoso                                              | Colombia              | 1-0       | Costa Rica            | Brasil          |
| 20 de julio de 1965      | Eliminatorias de la Copa del Mundo                    | Ecuador               | 1-0       | Colombia              | Brasil          |
| 22 de agosto de 1965     | Eliminatorias de la Copa del Mundo                    | Chile                 | 3-1       | Ecuador               | Brasil          |
| 23 de febrero de 1966    | Amistoso                                              | Unión Soviética       | 2-0       | Chile                 | Brasil          |
| 25 de julio de 1966      | Copa del Mundo                                        | Alemania Occidental   | 2-1       | Unión Soviética       | Brasil          |
| 3 de mayo de 1967        | Clasificación para la Eurocopa                        | Yugoslavia            | 1-0       | Alemania Occidental   | Inglaterra      |
| 7 de octubre de 1967     | Clasificación para la Eurocopa                        | Alemania Occidental   | 3-1       | Yugoslavia            | Inglaterra      |
| 22 de noviembre de 1967  | Amistoso                                              | Rumania               | 1-0       | Alemania Occidental   | Inglaterra      |
| 6 de diciembre de 1967   | Eliminatorias de la Copa del Mundo                    | Alemania Oriental     | 1-0       | Rumania               | Inglaterra      |
| 22 de junio de 1969      | Amistoso                                              | Chile                 | 1-0       | Alemania Oriental     | Inglaterra      |
| 10 de agosto de 1969     | Eliminatorias de la Copa del Mundo                    | Uruguay               | 2-0       | Chile                 | Inglaterra      |
| 8 de abril de 1970       | Amistoso                                              | Argentina             | 2-1       | Uruguay               | Inglaterra      |
| 15 de abril de 1970      | Amistoso                                              | Uruguay               | 1-0       | Argentina             | Inglaterra      |
| 18 de abril de 1970      | Amistoso                                              | Perú                  | 4-2       | Uruguay               | Inglaterra      |
| 10 de junio de 1970      | Copa del Mundo                                        | Alemania Occidental   | 3-1       | Perú                  | Inglaterra      |
| 18 de noviembre de 1970  | Amistoso                                              | Yugoslavia            | 2-0       | Alemania Occidental   | Brasil          |
| 21 de abril de 1971      | Amistoso                                              | Rumania               | 1-0       | Yugoslavia            | Brasil          |
| 16 de mayo de 1971       | Clasificación para la Eurocopa                        | Checoslovaquia        | 1-0       | Rumania               | Brasil          |
| 14 de julio de 1971      | Amistoso                                              | Brasil                | 1-0       | Checoslovaquia        | Brasil          |
| 9 de junio de 1973       | Amistoso                                              | Italia                | 2-0       | Brasil                | Brasil          |
| 23 de junio de 1974      | Copa del Mundo                                        | Polonia               | 2-1       | Italia                | Brasil          |
| 3 de julio de 1974       | Copa del Mundo                                        | Alemania Occidental   | 1-0       | Polonia               | Brasil          |
| 12 de marzo de 1975      | Amistoso                                              | Inglaterra            | 2-0       | Alemania Occidental   | Alemania        |
| 30 de octubre de 1975    | Clasificación para la Eurocopa                        | Checoslovaquia        | 2-1       | Inglaterra            | Alemania        |
| 17 de noviembre de 1976  | Amistoso                                              | Alemania Occidental   | 2-0       | Checoslovaquia        | Alemania        |
| 23 de febrero de 1977    | Amistoso                                              | Francia               | 1-0       | Alemania Occidental   | Alemania        |
| 30 de marzo de 1977      | Eliminatorias de la Copa del Mundo                    | Irlanda               | 1-0       | Francia               | Alemania        |
| 1 de junio de 1977       | Eliminatorias de la Copa del Mundo                    | Bulgaria              | 2-0       | Irlanda               | Alemania        |
| 16 de noviembre de 1977  | Eliminatorias de la Copa del Mundo                    | Francia               | 3-1       | Bulgaria              | Alemania        |
| 2 de junio de 1978       | Copa del Mundo                                        | Italia                | 2-1       | Francia               | Alemania        |
| 21 de junio de 1978      | Copa del Mundo                                        | Países Bajos          | 2-1       | Italia                | Alemania        |
| 20 de diciembre de 1978  | Amistoso                                              | Alemania Occidental   | 3-1       | Países Bajos          | Argentina       |
| 1 de enero de 1981       | Mundialito                                            | Argentina             | 2-1       | Alemania Occidental   | Argentina       |
| 28 de octubre de 1981    | Amistoso                                              | Polonia               | 2-1       | Argentina             | Argentina       |
| 18 de noviembre de 1981  | Amistoso                                              | España                | 3-2       | Polonia               | Argentina       |
| 25 de junio de 1982      | Copa del Mundo                                        | Irlanda del Norte     | 1-0       | España                | Argentina       |
| 4 de julio de 1982       | Copa del Mundo                                        | Francia               | 4-1       | Irlanda del Norte     | Argentina       |
| 10 de julio de 1982      | Copa del Mundo                                        | Polonia               | 3-2       | Francia               | Argentina       |
| 10 de octubre de 1982    | Clasificación para la Eurocopa                        | Portugal              | 2-1       | Polonia               | Italia          |
| 16 de febrero de 1983    | Amistoso                                              | Francia               | 3-0       | Portugal              | Italia          |
| 7 de septiembre de 1983  | Amistoso                                              | Dinamarca             | 3-1       | Francia               | Italia          |
| 26 de octubre de 1983    | Clasificación para la Eurocopa                        | Hungría               | 1-0       | Dinamarca             | Italia          |
| 31 de marzo de 1984      | Amistoso                                              | Yugoslavia            | 2-1       | Hungría               | Italia          |
| 13 de junio de 1984      | Eurocopa                                              | Bélgica               | 2-0       | Yugoslavia            | Italia          |
| 16 de junio de 1984      | Eurocopa                                              | Francia               | 5-0       | Bélgica               | Italia          |
| 2 de mayo de 1985        | Eliminatorias de la Copa del Mundo                    | Bulgaria              | 2-0       | Francia               | Italia          |
| 4 de septiembre de 1985  | Amistoso                                              | Países Bajos          | 1-0       | Bulgaria              | Italia          |
| 16 de octubre de 1985    | Eliminatorias de la Copa del Mundo                    | Bélgica               | 1-0       | Países Bajos          | Italia          |
| 20 de noviembre de 1985  | Eliminatorias de la Copa del Mundo                    | Países Bajos          | 2-1       | Bélgica               | Italia          |
| 14 de mayo de 1986       | Amistoso                                              | Alemania Occidental   | 3-1       | Países Bajos          | Italia          |
| 13 de junio de 1986      | Copa del Mundo                                        | Dinamarca             | 2-0       | Alemania Occidental   | Italia          |
| 18 de junio de 1986      | Copa del Mundo                                        | España                | 5-1       | Dinamarca             | Italia          |
| 18 de febrero de 1987    | Amistoso                                              | Inglaterra            | 4-2       | España                | Argentina       |
| 9 de septiembre de 1987  | Amistoso                                              | Alemania Occidental   | 3-1       | Inglaterra            | Argentina       |
| 16 de diciembre de 1987  | Amistoso                                              | Argentina             | 1-0       | Alemania Occidental   | Argentina       |
| 31 de marzo de 1988      | Torneo de Cuatro Naciones                             | Unión Soviética       | 4-2       | Argentina             | Argentina       |
| 2 de abril de 1988       | Torneo de Cuatro Naciones                             | Suecia                | 2-0       | Unión Soviética       | Argentina       |
| 31 de agosto de 1988     | Amistoso                                              | Dinamarca             | 2-1       | Suecia                | Argentina       |
| 14 de septiembre de 1988 | Amistoso                                              | Inglaterra            | 1-0       | Dinamarca             | Argentina       |
| 22 de mayo de 1990       | Amistoso                                              | Uruguay               | 2-1       | Inglaterra            | Argentina       |
| 17 de junio de 1990      | Copa del Mundo                                        | Bélgica               | 3-1       | Uruguay               | Argentina       |
| 21 de junio de 1990      | Copa del Mundo                                        | España                | 2-1       | Bélgica               | Argentina       |
| 14 de noviembre de 1990  | Clasificación para la Eurocopa                        | Checoslovaquia        | 3-2       | España                | Alemania        |
| 4 de septiembre de 1991  | Clasificación para la Eurocopa                        | Francia               | 2-1       | Checoslovaquia        | Alemania        |
| 19 de febrero de 1992    | Amistoso                                              | Inglaterra            | 2-0       | Francia               | Alemania        |
| 17 de junio de 1992      | Eurocopa                                              | Suecia                | 2-1       | Inglaterra            | Alemania        |
| 21 de junio de 1992      | Eurocopa                                              | Alemania              | 3-2       | Suecia                | Alemania        |
| 26 de junio de 1992      | Eurocopa                                              | Dinamarca             | 2-0       | Alemania              | Alemania        |
| 9 de septiembre de 1992  | Amistoso                                              | Alemania              | 2-1       | Dinamarca             | Alemania        |
| 16 de diciembre de 1992  | Amistoso                                              | Brasil                | 3-1       | Alemania              | Alemania        |
| 21 de junio de 1993      | Copa America                                          | Chile                 | 3-2       | Brasil                | Alemania        |
| 24 de junio de 1993      | Copa America                                          | Perú                  | 1-0       | Chile                 | Alemania        |
| 27 de junio de 1993      | Copa America                                          | México                | 4-2       | Perú                  | Alemania        |
| 4 de julio de 1993       | Copa America                                          | Argentina             | 2-1       | México                | Alemania        |
| 15 de agosto de 1993     | Eliminatorias de la Copa del Mundo                    | Colombia              | 2-1       | Argentina             | Alemania        |
| 7 de abril de 1994       | Amistoso                                              | Bolivia               | 1-0       | Colombia              | Alemania        |
| 20 de abril de 1994      | Amistoso                                              | Rumania               | 3-0       | Bolivia               | Alemania        |
| 22 de junio de 1994      | Copa del Mundo                                        | Suiza                 | 4-1       | Rumania               | Alemania        |
| 26 de junio de 1994      | Copa del Mundo                                        | Colombia              | 2-0       | Suiza                 | Alemania        |
| 13 de julio de 1995      | Copa America                                          | Brasil                | 3-0       | Colombia              | Brasil          |
| 21 de enero de 1996      | Copa de Oro de la Concacaf                            | México                | 2-0       | Brasil                | Brasil          |
| 7 de febrero de 1996     | Amistoso                                              | Chile                 | 2-1       | México                | Brasil          |
| 1 de septiembre de 1996  | Eliminatorias de la Copa del Mundo                    | Colombia              | 4-1       | Chile                 | Brasil          |
| 12 de febrero de 1997    | Eliminatorias de la Copa del Mundo                    | Argentina             | 1-0       | Colombia              | Brasil          |
| 2 de abril de 1997       | Eliminatorias de la Copa del Mundo                    | Bolivia               | 2-1       | Argentina             | Brasil          |
| 29 de junio de 1997      | Copa America                                          | Brasil                | 3-1       | Bolivia               | Brasil          |
| 10 de febrero de 1998    | Copa de Oro de la Concacaf                            | Estados Unidos        | 1-0       | Brasil                | Brasil          |
| 15 de febrero de 1998    | Copa de Oro de la Concacaf                            | México                | 1-0       | Estados Unidos        | Brasil          |
| 24 de febrero de 1998    | Amistoso                                              | Países Bajos          | 3-2       | México                | Brasil          |
| 11 de julio de 1998      | Copa del Mundo                                        | Croacia               | 2-1       | Países Bajos          | Brasil          |
| 5 de septiembre de 1998  | Clasificación para la Eurocopa                        | Irlanda               | 2-0       | Croacia               | Francia         |
| 18 de noviembre de 1998  | Clasificación para la Eurocopa                        | Yugoslavia            | 1-0       | Irlanda               | Francia         |
| 23 de diciembre de 1998  | Amistoso                                              | Israel                | 2-0       | Yugoslavia            | Francia         |
| 20 de enero de 1999      | Amistoso                                              | Noruega               | 1-0       | Israel                | Francia         |
| 14 de noviembre de 1999  | Amistoso                                              | Alemania              | 1-0       | Noruega               | Francia         |
| 23 de febrero de 2000    | Amistoso                                              | Países Bajos          | 2-1       | Alemania              | Francia         |
| 11 de octubre de 2000    | Eliminatorias de la Copa del Mundo                    | Portugal              | 2-0       | Países Bajos          | Francia         |
| 25 de abril de 2001      | Amistoso                                              | Francia               | 4-0       | Portugal              | Francia         |
| 1 de junio de 2001       | Copa FIFA Confederaciones                             | Australia             | 1-0       | Francia               | Francia         |
| 3 de junio de 2001       | Copa FIFA Confederaciones                             | Corea del Sur         | 1-0       | Australia             | Francia         |
| 15 de agosto de 2001     | Amistoso                                              | Chequia               | 5-0       | Corea del Sur         | Francia         |
| 1 de septiembre de 2001  | Eliminatorias de la Copa del Mundo                    | Israel                | 3-1       | Chequia               | Francia         |
| 5 de septiembre de 2001  | Eliminatorias de la Copa del Mundo                    | Irlanda del Norte     | 3-0       | Israel                | Francia         |
| 13 de febrero de 2002    | Amistoso                                              | Polonia               | 4-1       | Irlanda del Norte     | Francia         |
| 27 de marzo de 2002      | Amistoso                                              | Japón                 | 2-0       | Polonia               | Francia         |
| 14 de mayo de 2002       | Amistoso                                              | Noruega               | 3-0       | Japón                 | Francia         |
| 21 de agosto de 2002     | Amistoso                                              | Países Bajos          | 1-0       | Noruega               | Brasil          |
| 10 de septiembre de 2003 | Clasificación para la Eurocopa                        | Chequia               | 3-1       | Países Bajos          | Brasil          |
| 31 de marzo de 2004      | Amistoso                                              | Irlanda               | 2-1       | Chequia               | Brasil          |
| 29 de mayo de 2004       | Unity Cup                                             | Nigeria               | 3-0       | Irlanda               | Brasil          |
| 20 de junio de 2004      | Eliminatorias de la Copa del Mundo                    | Angola                | 1-0       | Nigeria               | Brasil          |
| 27 de marzo de 2005      | Eliminatorias de la Copa del Mundo                    | Zimbabue              | 2-0       | Angola                | Brasil          |
| 8 de octubre de 2005     | Eliminatorias de la Copa del Mundo                    | Nigeria               | 5-1       | Zimbabue              | Brasil          |
| 16 de noviembre de 2005  | Amistoso                                              | Rumania               | 3-0       | Nigeria               | Brasil          |
| 23 de mayo de 2006       | Amistoso                                              | Uruguay               | 2-0       | Rumania               | Brasil          |
| 27 de septiembre de 2006 | Amistoso                                              | Venezuela             | 1-0       | Uruguay               | Italia          |
| 18 de octubre de 2006    | Amistoso                                              | Uruguay               | 4-0       | Venezuela             | Italia          |
| 15 de noviembre de 2006  | Amistoso                                              | Georgia               | 2-0       | Uruguay               | Italia          |
| 24 de marzo de 2007      | Clasificación para la Eurocopa                        | Escocia               | 2-1       | Georgia               | Italia          |
| 28 de marzo de 2007      | Clasificación para la Eurocopa                        | Italia                | 2-0       | Escocia               | Italia          |
| 22 de agosto de 2007     | Amistoso                                              | Hungría               | 3-1       | Italia                | Italia          |
| 12 de septiembre de 2007 | Clasificación para la Eurocopa                        | Turquía               | 3-0       | Hungría               | Italia          |
| 17 de octubre de 2007    | Clasificación para la Eurocopa                        | Grecia                | 1-0       | Turquía               | Italia          |
| 24 de mayo de 2008       | Amistoso                                              | Hungría               | 3-2       | Grecia                | Italia          |
| 10 de septiembre de 2008 | Eliminatorias de la Copa del Mundo                    | Suecia                | 2-1       | Hungría               | Italia          |
| 19 de noviembre de 2008  | Amistoso                                              | Países Bajos          | 3-1       | Suecia                | Italia          |
| 11 de octubre de 2011    | Clasificación para la Eurocopa                        | Suecia                | 3-2       | Países Bajos          | España          |
| 11 de noviembre de 2011  | Amistoso                                              | Dinamarca             | 2-0       | Suecia                | España          |
| 29 de febrero de 2012    | Amistoso                                              | Rusia                 | 2-0       | Dinamarca             | España          |
| 16 de junio de 2012      | Eurocopa                                              | Grecia                | 1-0       | Rusia                 | España          |
| 22 de junio de 2012      | Eurocopa                                              | Alemania              | 4-2       | Grecia                | España          |
| 28 de junio de 2012      | Eurocopa                                              | Italia                | 2-1       | Alemania              | España          |
| 1 de julio de 2012       | Final de la Eurocopa                                  | España                | 4-0       | Italia                | España          |
| 30 de junio de 2013      | Final de la Copa FIFA Confederaciones                 | Brasil                | 3-0       | España                | España          |
| 14 de agosto de 2013     | Amistoso                                              | Suiza                 | 1-0       | Brasil                | España          |
| 15 de noviembre de 2013  | Amistoso                                              | Corea del Sur         | 2-1       | Suiza                 | España          |
| 19 de noviembre de 2013  | Amistoso                                              | Rusia                 | 2-1       | Corea del Sur         | España          |
| 22 de junio de 2014      | Copa del Mundo                                        | Bélgica               | 1-0       | Rusia                 | España          |
| 5 de julio de 2014       | Copa del Mundo                                        | Argentina             | 1-0       | Bélgica               | España          |
| 11 de octubre de 2014    | Superclásico de las Américas                          | Brasil                | 2-0       | Argentina             | Alemania        |
| 18 de junio de 2015      | Copa America                                          | Colombia              | 1-0       | Brasil                | Alemania        |
| 13 de octubre de 2015    | Eliminatorias de la Copa del Mundo                    | Uruguay               | 3-0       | Colombia              | Alemania        |
| 12 de noviembre de 2015  | Eliminatorias de la Copa del Mundo                    | Ecuador               | 2-1       | Uruguay               | Alemania        |
| 29 de marzo de 2016      | Eliminatorias de la Copa del Mundo                    | Colombia              | 3-1       | Ecuador               | Alemania        |
| 12 de junio de 2016      | Copa América Centenario                               | Costa Rica            | 3-2       | Colombia              | Alemania        |
| 22 de enero de 2017      | Copa Centroamericana                                  | Panamá                | 1-0       | Costa Rica            | Alemania        |
| 25 de marzo de 2017      | Eliminatorias de la Copa del Mundo                    | Trinidad y Tobago     | 1-0       | Panamá                | Alemania        |
| 29 de marzo de 2017      | Eliminatorias de la Copa del Mundo                    | México                | 1-0       | Trinidad y Tobago     | Alemania        |
| 28 de mayo de 2017       | Amistoso                                              | Croacia               | 2-1       | México                | Alemania        |
| 11 de junio de 2017      | Eliminatorias de la Copa del Mundo                    | Islandia              | 1-0       | Croacia               | Alemania        |
| 2 de septiembre de 2017  | Eliminatorias de la Copa del Mundo                    | Finlandia             | 1-0       | Islandia              | Alemania        |
| 5 de junio de 2018       | Amistoso                                              | Rumania               | 2-0       | Finlandia             | Alemania        |
| 23 de marzo de 2019      | Clasificación para la Eurocopa                        | Suecia                | 2-1       | Rumania               | Francia         |
| 10 de junio de 2019      | Clasificación para la Eurocopa                        | España                | 3-0       | Suecia                | Francia         |
| 13 de octubre de 2020    | Liga de Naciones de la UEFA                           | Ucrania               | 1-0       | España                | Francia         |
| 11 de noviembre de 2020  | Amistoso                                              | Polonia               | 2-0       | Ucrania               | Francia         |
| 15 de noviembre de 2020  | Liga de Naciones de la UEFA                           | Italia                | 2-0       | Polonia               | Francia         |
| 6 de octubre de 2021     | Liga de Naciones de la UEFA                           | España                | 2-1       | Italia                | Francia         |
| 10 de octubre de 2021    | Liga de Naciones de la UEFA                           | Francia               | 2-1       | España                | Francia         |
| 3 de junio de 2022       | Liga de Naciones de la UEFA                           | Dinamarca             | 2-1       | Francia               | Francia         |
| 10 de junio de 2022      | Liga de Naciones de la UEFA                           | Croacia               | 1-0       | Dinamarca             | Francia         |
| 13 de diciembre de 2022  | Copa del Mundo                                        | Argentina             | 3-0       | Croacia               | Francia         |
| 16 de noviembre de 2023  | Eliminatorias de la Copa del Mundo                    | Uruguay               | 2-0       | Argentina             | Argentina       |
| 26 de marzo de 2024      | Amistoso                                              | Costa de Marfil       | 2-1       | Uruguay               | Argentina       |
| 15 de octubre de 2024    | Clasificación para la Copa Africana de Naciones       | Sierra Leona          | 1-0       | Costa de Marfil       | Argentina       |
| 27 de octubre de 2024    | Clasificación para el Campeonato Africano de Naciones | Liberia               | 2-1       | Sierra Leona          | Argentina       |
| 17 de noviembre de 2024  | Clasificación para la Copa Africana de Naciones       | Argelia               | 5-1       | Liberia               | Argentina       |
| 10 de junio de 2025      | Amistoso                                              | Suecia                | 4-3       | Argelia               | Argentina       |

## Palmarés
| Selecciones           | Títulos | Coronación más reciente  | Competencia                                           | Capitán de última coronación |
| --------------------- | ------- | ------------------------ | ----------------------------------------------------- | ---------------------------- |
| Alemania              | 15      | 22 de junio de 2012      | Eurocopa                                              | Philipp Lahm                 |
| Argentina             | 11      | 13 de diciembre de 2022  | Copa del Mundo                                        | Lionel Messi                 |
| Brasil                | 11      | 11 de octubre de 2014    | Superclásico de las Américas                          | Neymar                       |
| Uruguay               | 10      | 16 de noviembre de 2023  | Eliminatorias de la Copa del Mundo                    | Federico Valverde            |
| Suecia                | 9       | 10 de junio de 2025      | Amistoso                                              | Isak Hien                    |
| Inglaterra            | 9       | 19 de febrero de 1992    | Amistoso                                              | Stuart Pearce                |
| Francia               | 8       | 10 de octubre de 2021    | Liga de Naciones de la UEFA                           | Hugo Lloris                  |
| España                | 8       | 6 de octubre de 2021     | Liga de Naciones de la UEFA                           | Sergio Busquets              |
| Italia                | 8       | 15 de noviembre de 2020  | Liga de Naciones de la UEFA                           | Alessandro Florenzi          |
| Países Bajos          | 7       | 19 de noviembre de 2008  | Amistoso                                              |                              |
| Dinamarca             | 6       | 3 de junio de 2022       | Liga de Naciones de la UEFA                           | Kasper Schmeichel            |
| Colombia              | 6       | 29 de marzo de 2016      | Eliminatorias de la Copa del Mundo                    |                              |
| Suiza                 | 6       | 14 de agosto de 2013     | Amistoso                                              |                              |
| Hungría               | 6       | 24 de mayo de 2008       | Amistoso                                              |                              |
| Chile                 | 6       | 7 de febrero de 1996     | Amistoso                                              |                              |
| Polonia               | 5       | 11 de noviembre de 2020  | Amistoso                                              |                              |
| Rumania               | 5       | 5 de junio de 2018       | Amistoso                                              |                              |
| México                | 5       | 29 de marzo de 2017      | Eliminatorias de la Copa del Mundo                    |                              |
| Yugoslavia            | 5       | 18 de noviembre de 1998  | Clasificación para la Eurocopa                        |                              |
| Bélgica               | 4       | 22 de junio de 2014      | Copa del Mundo                                        | Vincent Kompany              |
| Escocia               | 4       | 24 de marzo de 2007      | Clasificación para la Eurocopa                        |                              |
| Perú                  | 4       | 24 de junio de 1993      | Copa America                                          | Juan Reynoso                 |
| Checoslovaquia        | 4       | 14 de noviembre de 1990  | Clasificación para la Eurocopa                        |                              |
| Croacia               | 3       | 10 de junio de 2022      | Liga de Naciones de la UEFA                           | Marcelo Brozović             |
| Irlanda               | 3       | 31 de marzo de 2004      | Amistoso                                              |                              |
| Costa Rica            | 2       | 12 de junio de 2016      | Copa América Centenario                               |                              |
| Ecuador               | 2       | 12 de noviembre de 2015  | Eliminatorias de la Copa del Mundo                    |                              |
| Corea del Sur         | 2       | 15 de noviembre de 2013  | Amistoso                                              |                              |
| Rusia                 | 2       | 19 de noviembre de 2013  | Amistoso                                              |                              |
| Grecia                | 2       | 16 de junio de 2012      | Eurocopa                                              | Giorgos Karagounis           |
| Nigeria               | 2       | 8 de octubre de 2005     | Eliminatorias de la Copa del Mundo                    |                              |
| Chequia               | 2       | 10 de septiembre de 2003 | Clasificación para la Eurocopa                        |                              |
| Noruega               | 2       | 14 de mayo de 2002       | Amistoso                                              |                              |
| Israel                | 2       | 1 de septiembre de 2001  | Eliminatorias de la Copa del Mundo                    |                              |
| Irlanda del Norte     | 2       | 5 de septiembre de 2001  | Eliminatorias de la Copa del Mundo                    |                              |
| Portugal              | 2       | 11 de octubre de 2000    | Eliminatorias de la Copa del Mundo                    |                              |
| Estados Unidos        | 2       | 10 de febrero de 1998    | Copa de Oro de la Concacaf                            |                              |
| Bolivia               | 2       | 2 de abril de 1997       | Eliminatorias de la Copa del Mundo                    |                              |
| Unión Soviética       | 2       | 31 de marzo de 1988      | Torneo de Cuatro Naciones                             |                              |
| Bulgaria              | 2       | 2 de mayo de 1985        | Eliminatorias de la Copa del Mundo                    |                              |
| Argelia               | 1       | 17 de noviembre de 2024  | Clasificación para la Copa Africana de Naciones       |                              |
| Liberia               | 1       | 27 de octubre de 2024    | Clasificación para el Campeonato Africano de Naciones |                              |
| Sierra Leona          | 1       | 15 de octubre de 2024    | Clasificación para la Copa Africana de Naciones       |                              |
| Ucrania               | 1       | 13 de octubre de 2020    | Liga de Naciones de la UEFA                           | Andriy Yarmolenko            |
| Finlandia             | 1       | 2 de septiembre de 2017  | Eliminatorias de la Copa del Mundo                    |                              |
| Panamá                | 1       | 22 de enero de 2017      | Copa Centroamericana                                  |                              |
| Islandia              | 1       | 11 de junio de 2017      | Eliminatorias de la Copa del Mundo                    |                              |
| Trinidad y Tobago     | 1       | 25 de marzo de 2017      | Eliminatorias de la Copa del Mundo                    |                              |
| Turquía               | 1       | 12 de septiembre de 2007 | Clasificación para la Eurocopa                        |                              |
| Georgia               | 1       | 15 de noviembre de 2006  | Amistoso                                              |                              |
| Venezuela             | 1       | 27 de septiembre de 2006 | Amistoso                                              |                              |
| Zimbabue              | 1       | 27 de marzo de 2005      | Eliminatorias de la Copa del Mundo                    |                              |
| Angola                | 1       | 20 de junio de 2004      | Eliminatorias de la Copa del Mundo                    |                              |
| Japón                 | 1       | 27 de marzo de 2002      | Amistoso                                              |                              |
| Australia             | 1       | 1 de junio de 2001       | Copa FIFA Confederaciones                             |                              |
| Antillas Neerlandesas | 1       | 24 de marzo de 1963      | Copa Oro de la Concacaf                               |                              |
| Paraguay              | 1       | 10 de abril de 1954      | Amistoso                                              |                              |
| Gales                 | 1       | 2 de diciembre de 1936   | Campeonato Internacional Británico                    |                              |